# Молодёжный парк (Харьков)
Молодёжный парк — городской парк Харькова на улице Григория Сковороды. Расположен в Киевском районе города.

## Описание
Площадь Молодежного парка — 18 гектаров. На его территории находится Храм Усекновения главы Иоанна Предтечи, спорткомплекс Политехнического университета, детская площадка, фонтан, могилы Гавриила Зашихина, Марка Кропивницкого, Сергея Васильковского, Петра Гулака-Артемовского, а также памятные знаки Василию Эллану — Блакитному и Мыколе Хвылевому (их могилы потеряны), воинам УПА, жертвам Чернобыльской катастрофы, жертвам Голодомора в Украине и братская могила советских воинов (на ней надпись на русском: "Вечная память дорогим товарищам: Онищенко Иван Данилович, Макаревич Никита Афанасьевич, Юнашев Леонид Павлович, Лидия Федоровна, Алешин Михаил Алексеевич, Коломийцева Нина Романовна.

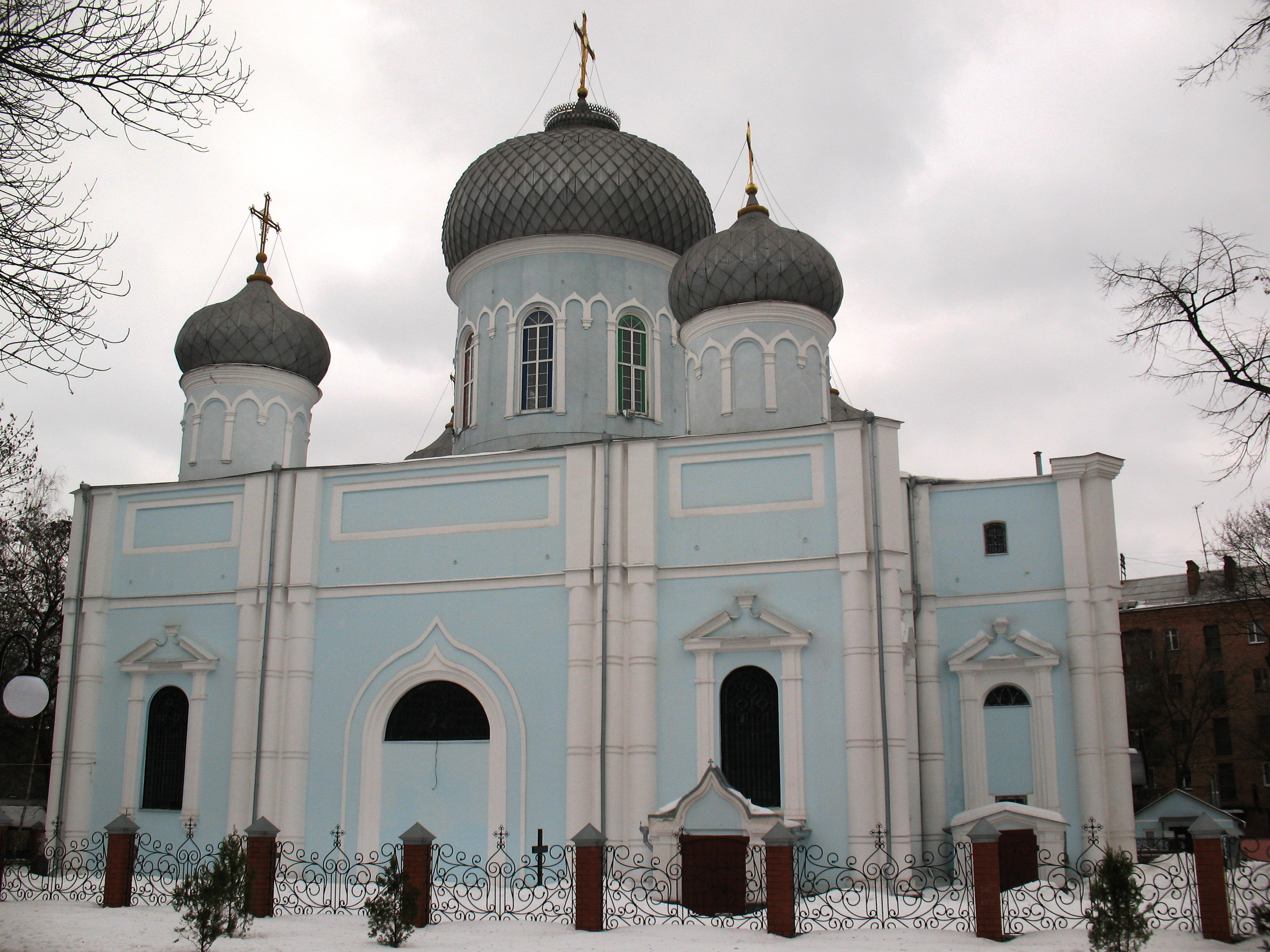
Храм Усекновения главы Иоанна Предтечи
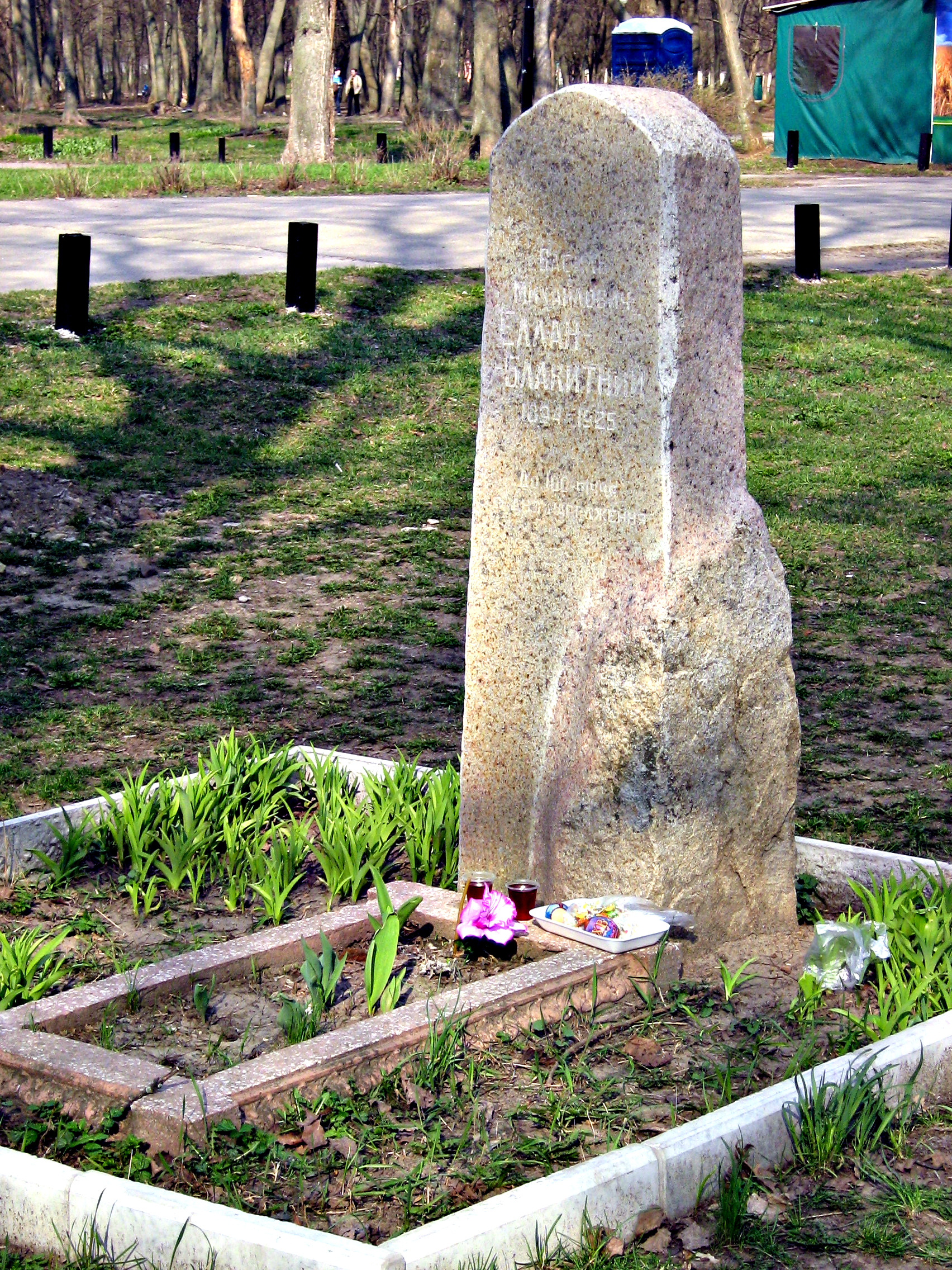
Памятный знак Василию Эллан-Блакитному
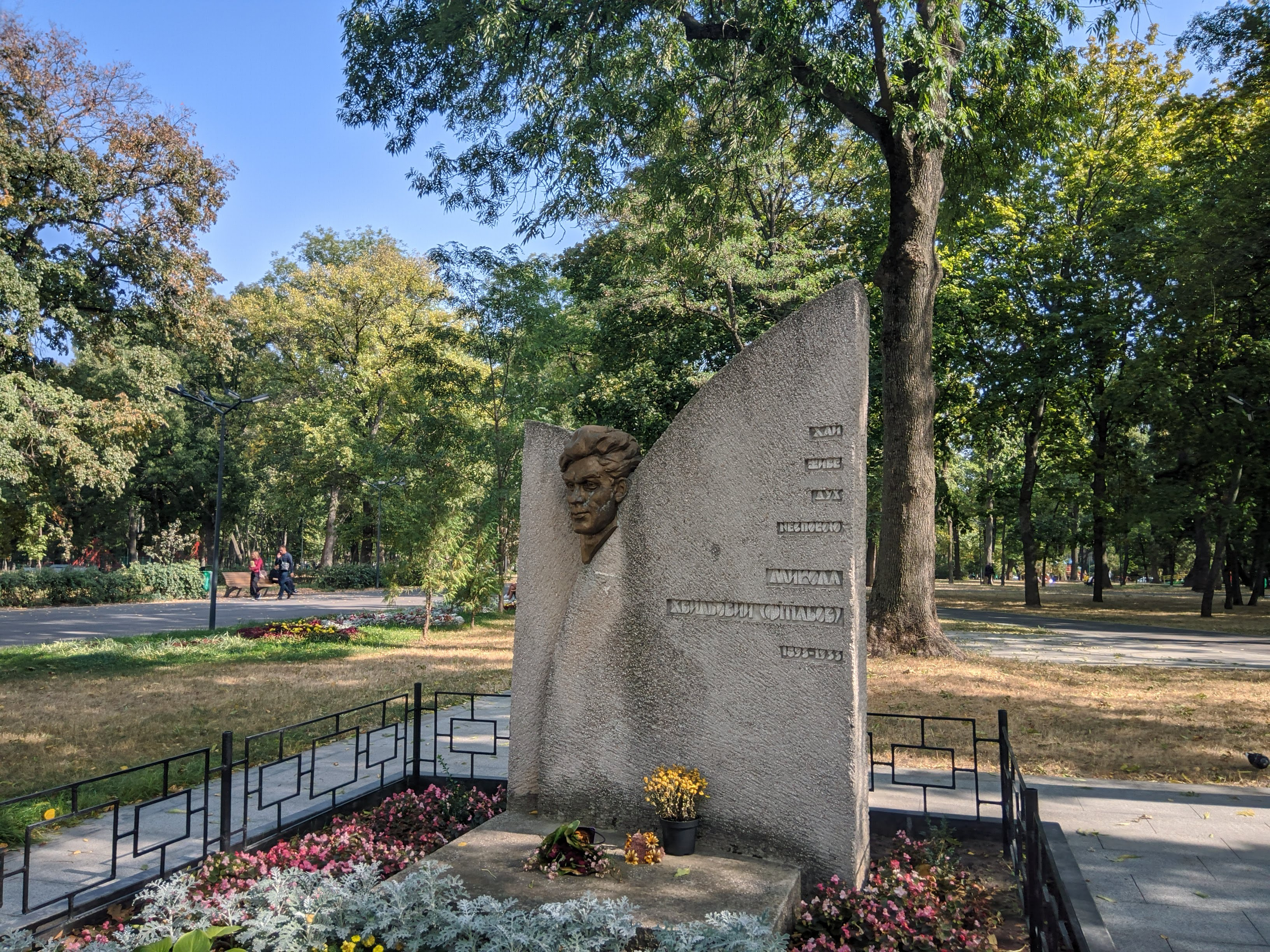
Памятный знак Мыколе Хвылевому
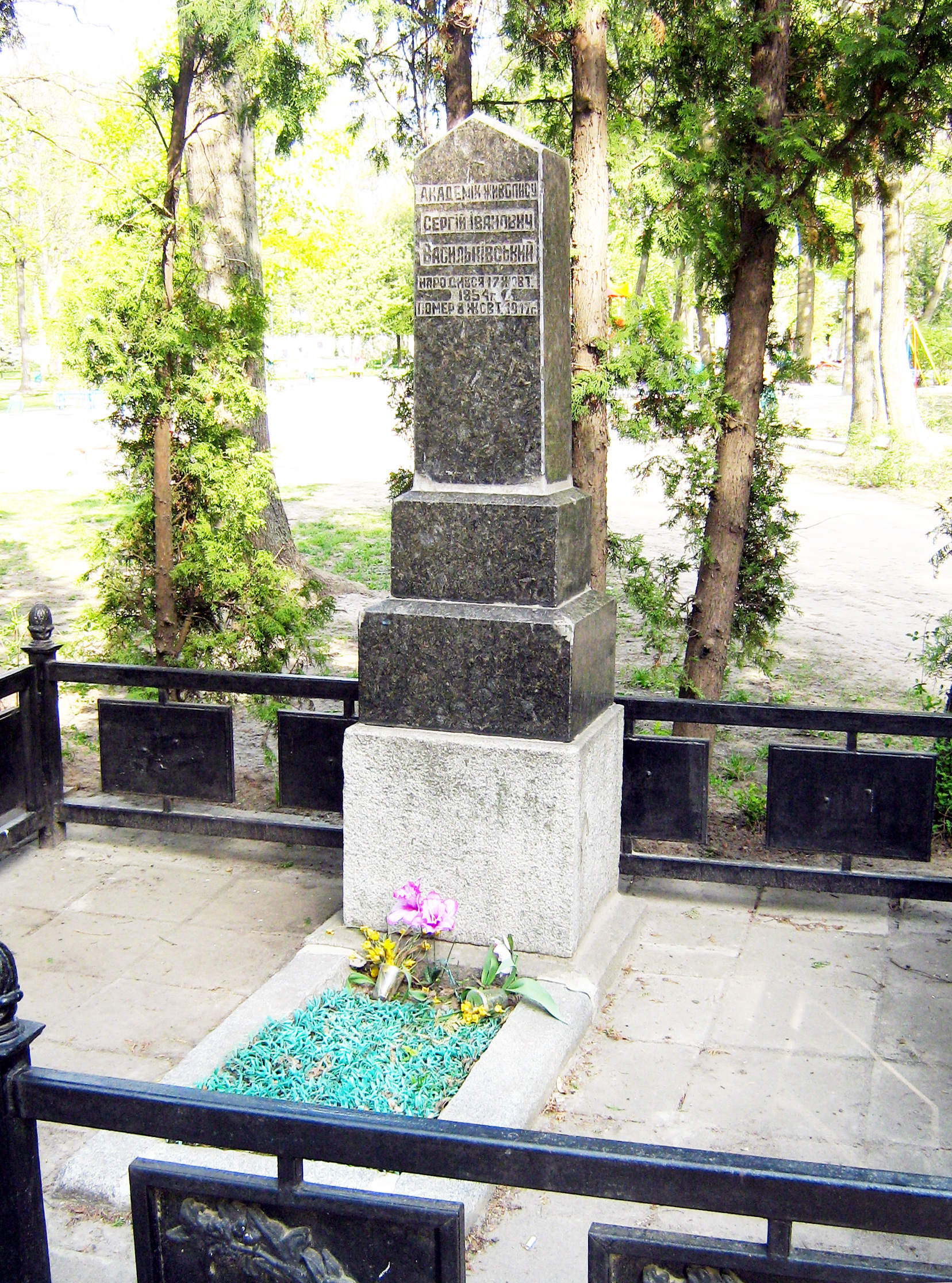
Могила Сергея Васильковского
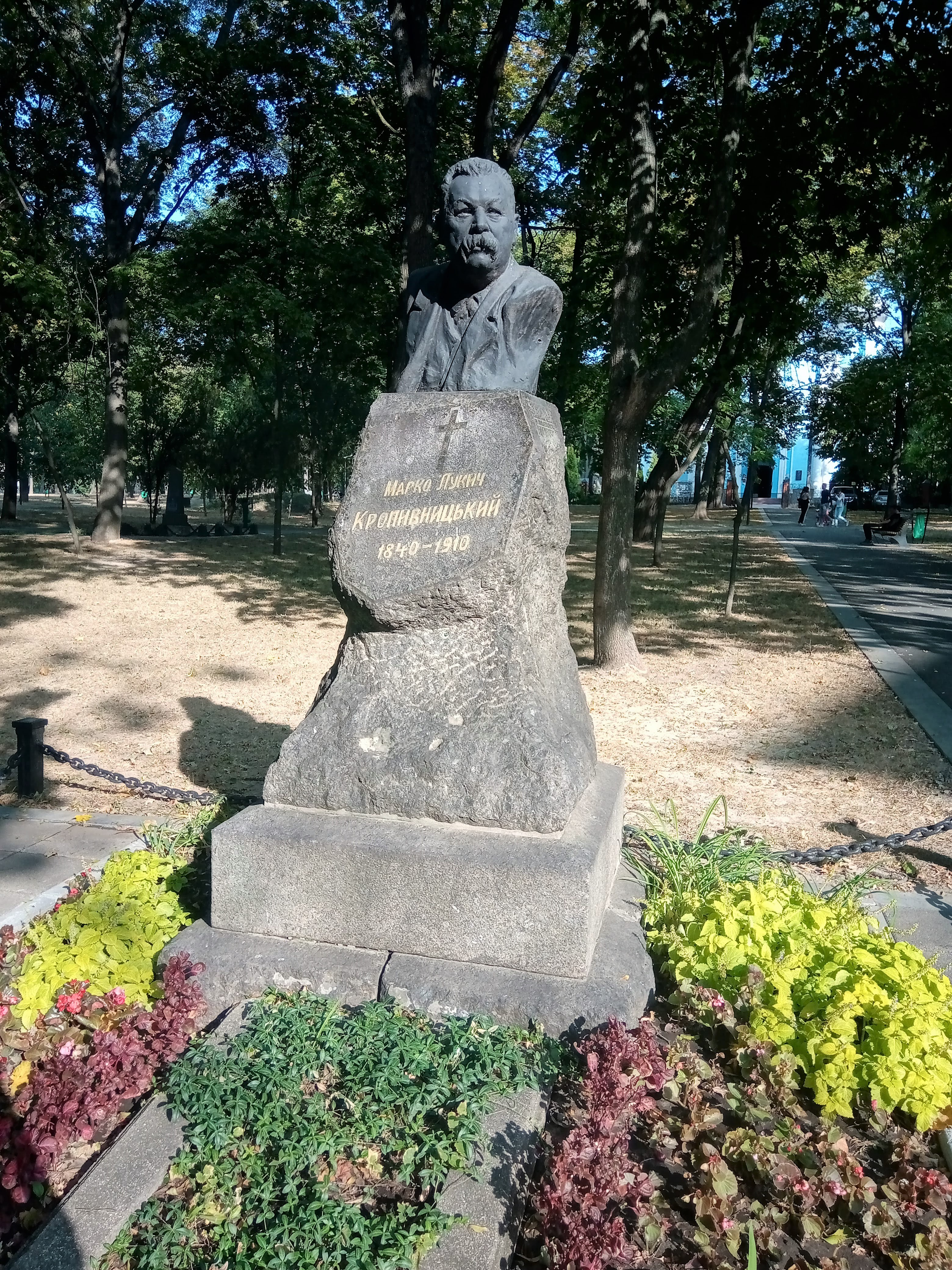
Могила Марка Кропивницкого
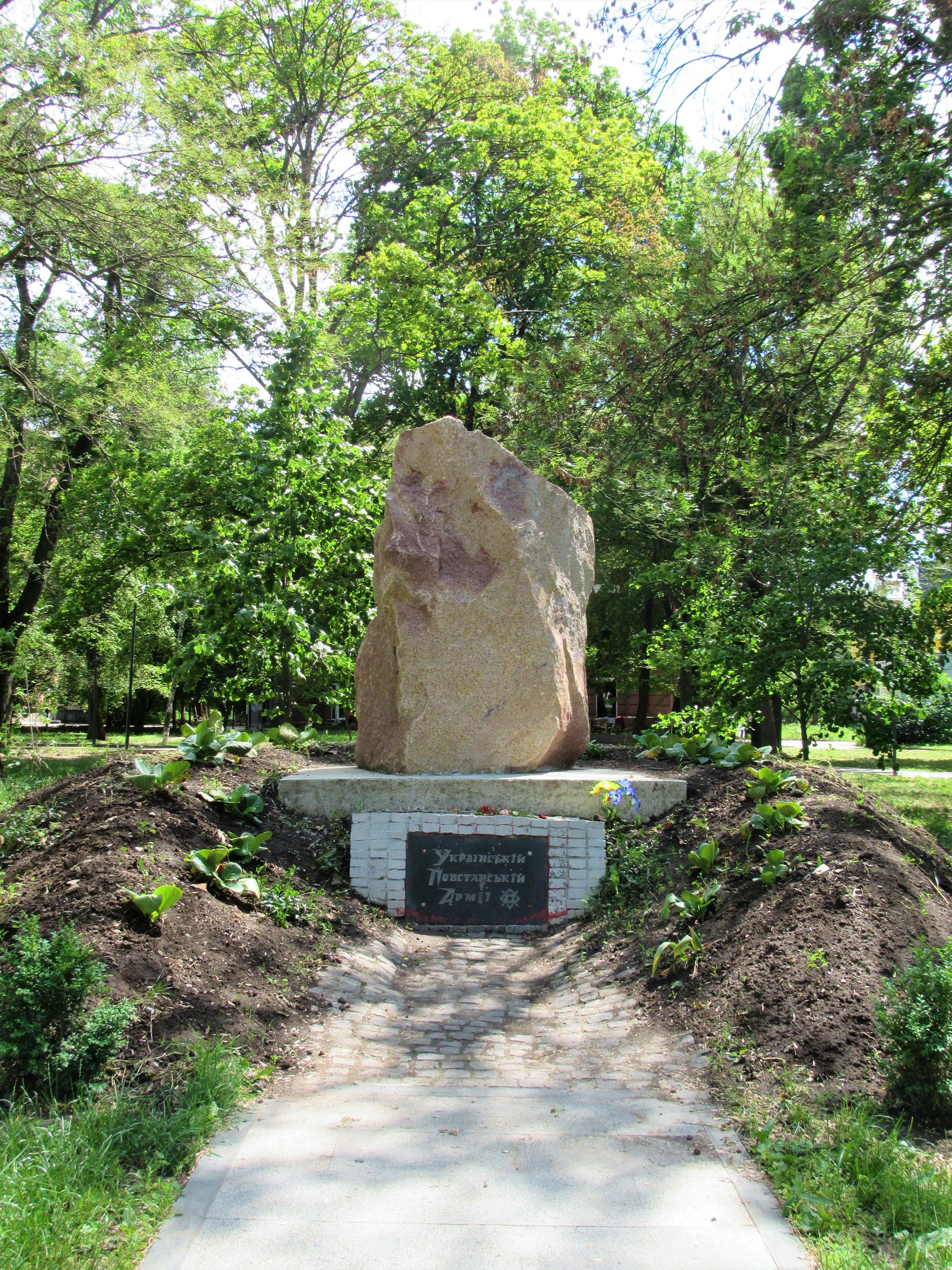
Памятный знак УПА
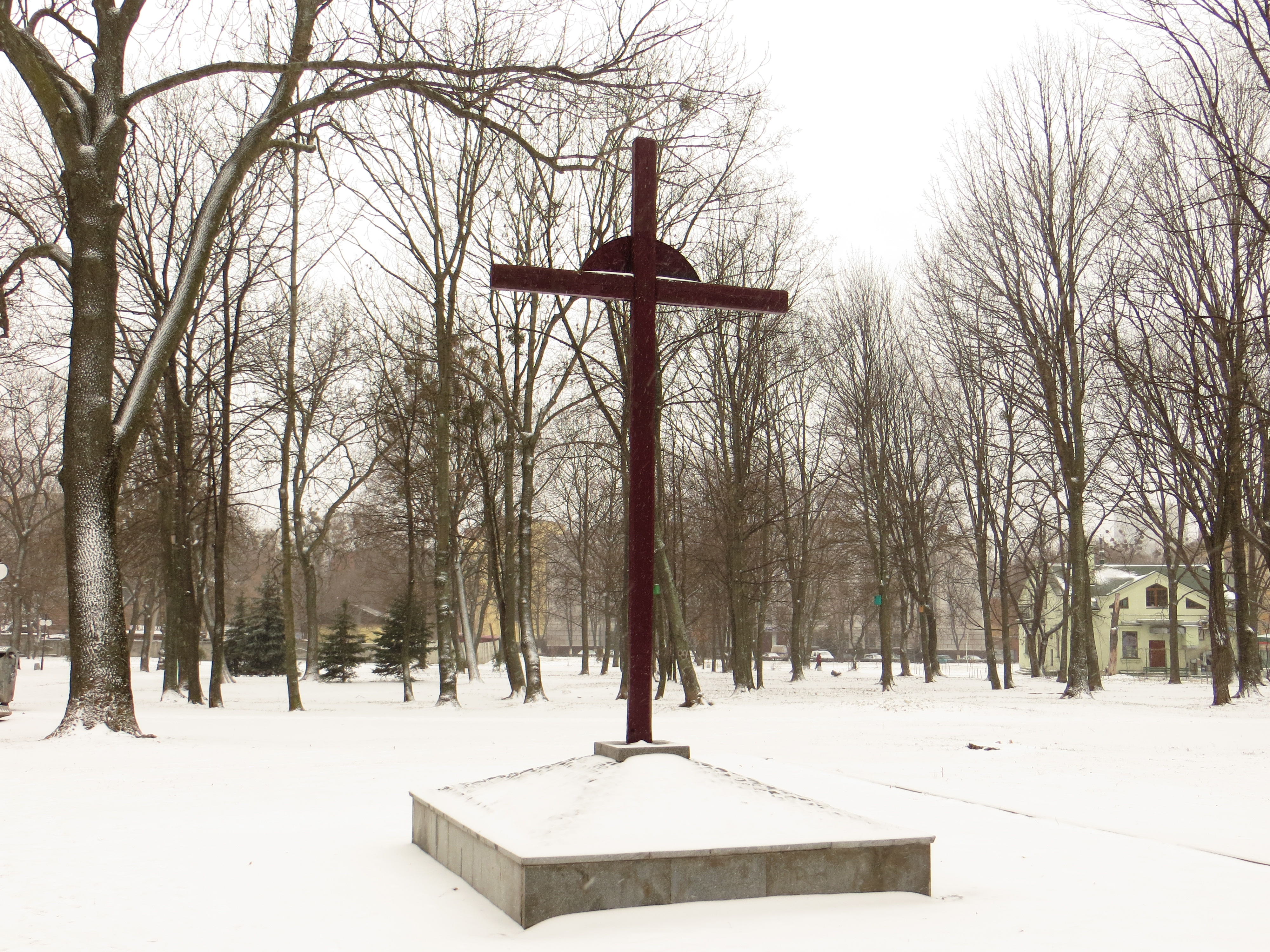
Памятный знак жертвам Голодомора
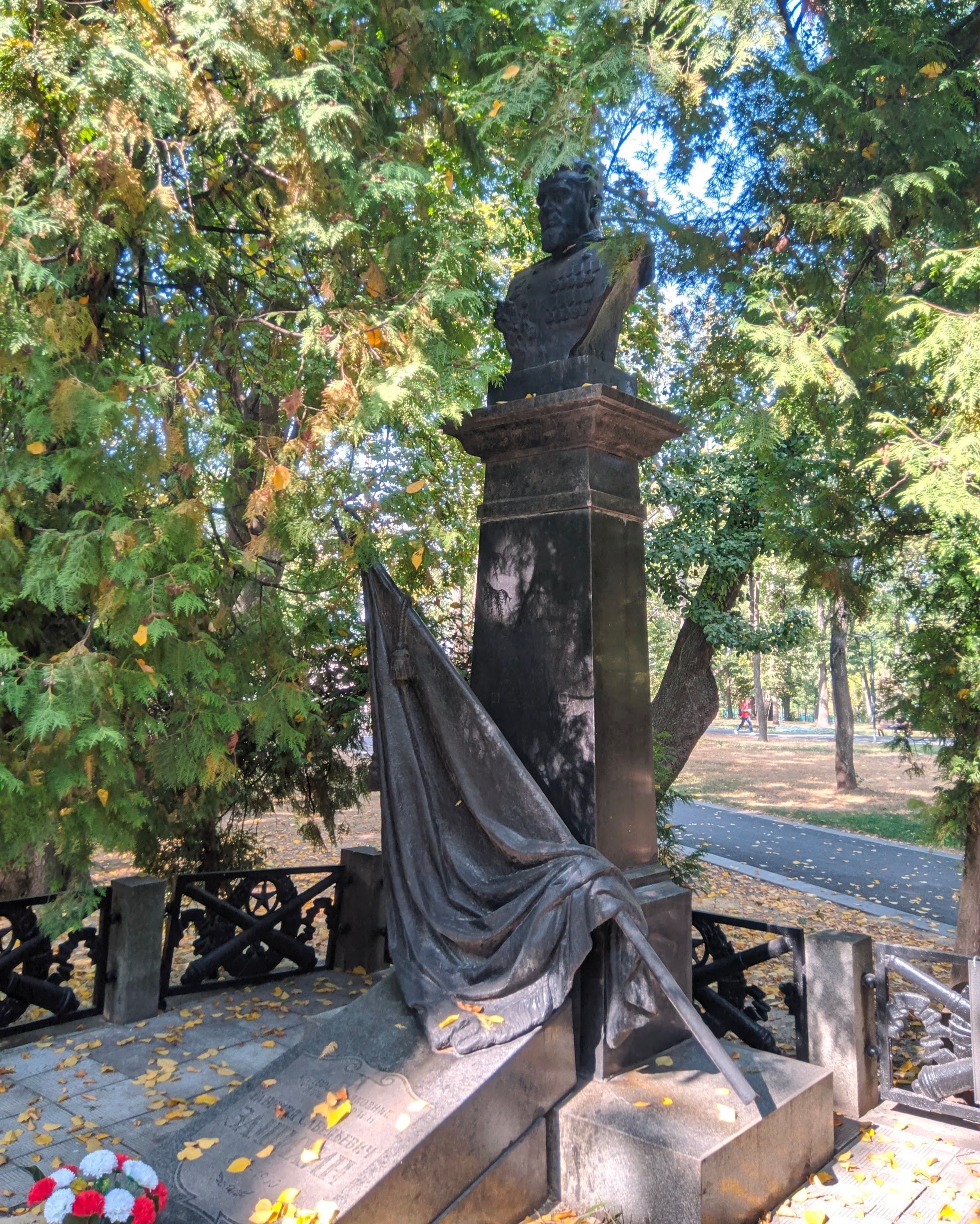
Могила Гавриила Зашихина

## История
На месте парка, между улицами Григория Сковороды (бывшая Немецкая, Пушкинская) и Алчевских (Епархиальная), находилось Ивано-Усикновенское кладбище — бывшее Первое городское кладбище — самое известное кладбище Харькова, где хоронили известных харьковчан XIX — начала XX века.
После Второй мировой войны места захоронения известных харьковчан взяли под охрану государства, а кладбище закрыли. Могилы постепенно разрушались, а территория кладбища попала на особый контроль милиции, как место собраний алкоголиков, бомжей, проституток и грабителей.
В начале 1970-х кладбище решили снести. Потомки похороненных там харьковчан, в том числе академиков Багалея, Бекетова и Потебни, добились частичного перезахоронения. Могилы величайших деятелей перенесли на кладбище № 13 по улице Григория Сковороды, 108, остальные — на другие кладбища города. Оставили только могилы генерал-полковника Гавриила Зашихина, драматурга Марка Кропивницкого, художника Сергея Васильковского, писателя Петра Гулака-Артемовского.
На месте кладбища разбили парк — с летним кинотеатром, детской площадкой и кафе. В начале 1980-х через него проложили теплотрассу. По данным очевидцев, тогда из земли было выкопано много костей и черепов.
В 1985—1991 годах в Молодежном парке был построен спорткомплекс Политехнического университета — общей площадью 8 602 м². Тогда в земле тоже находили кости.

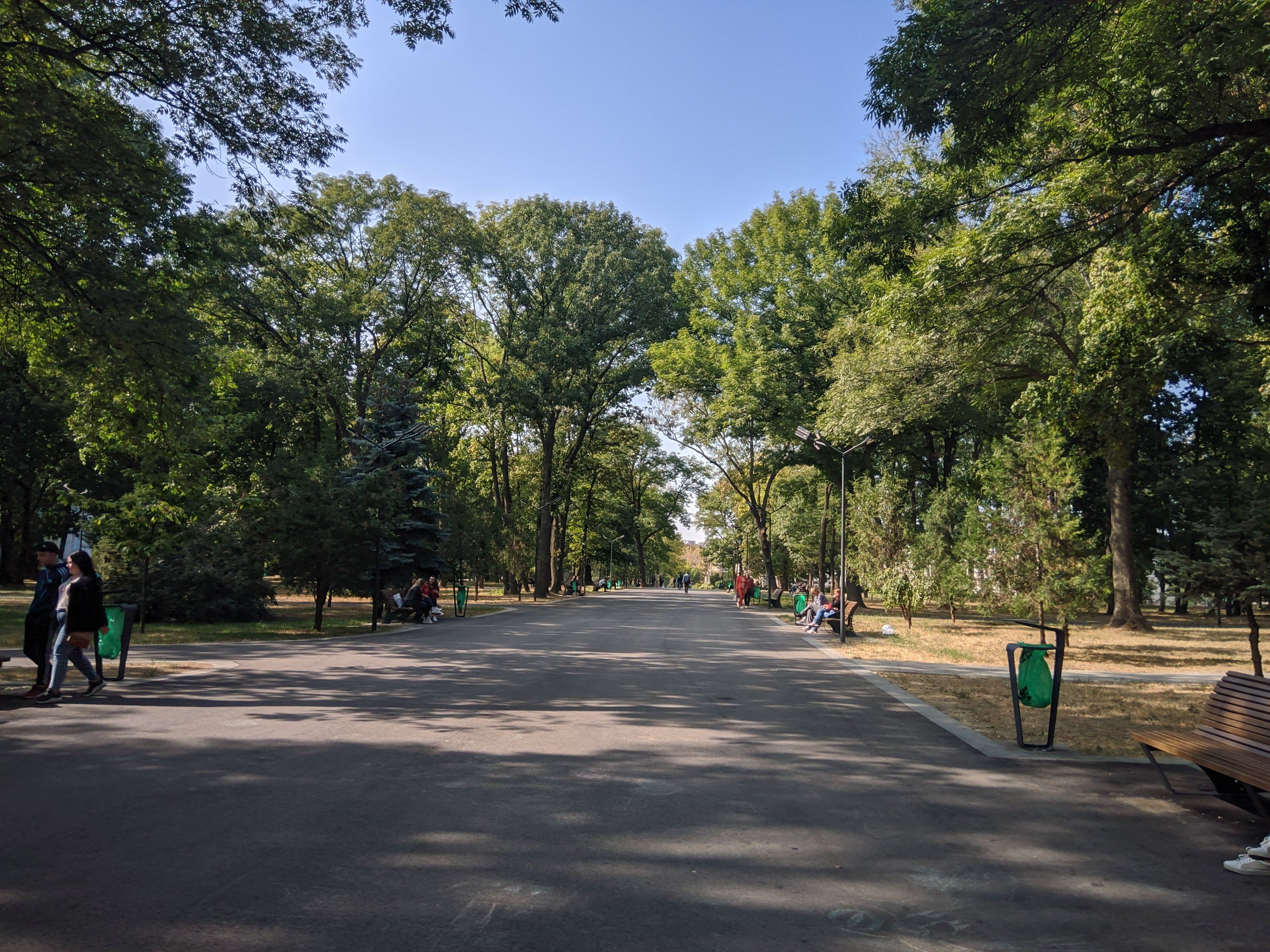
Центральная аллея парка
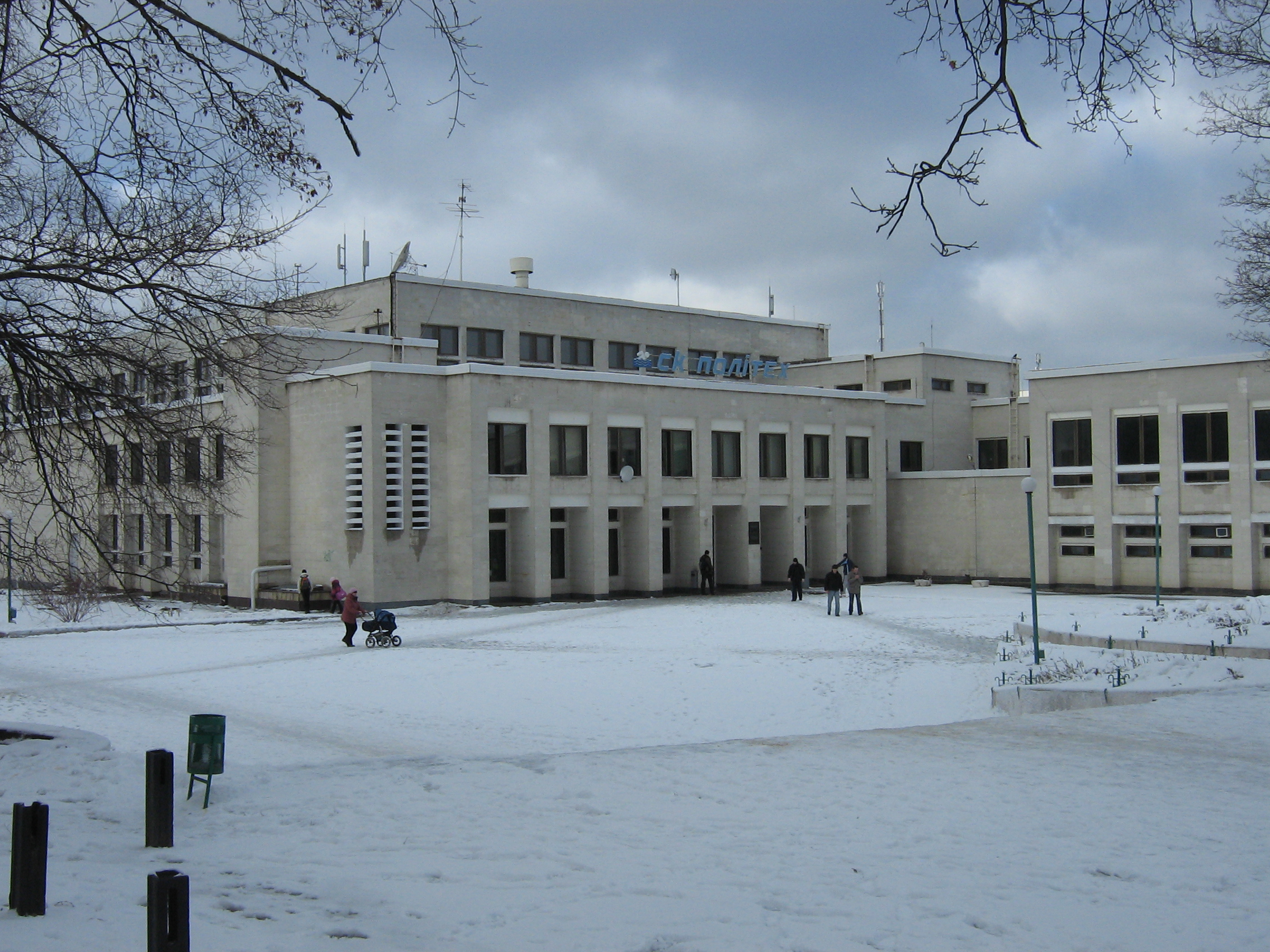
Дом спорта ХПИ (2008)
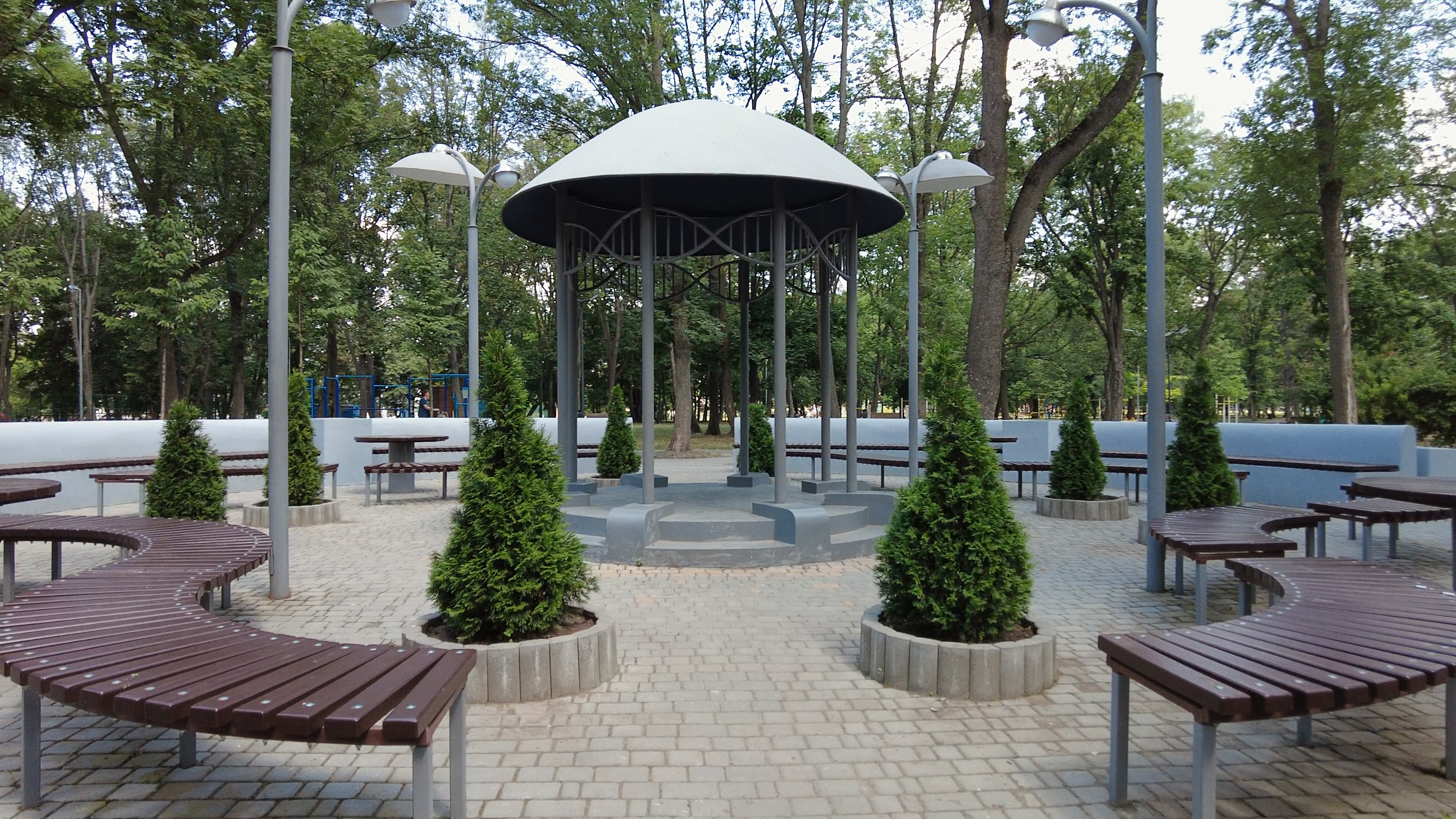
Беседка в парке
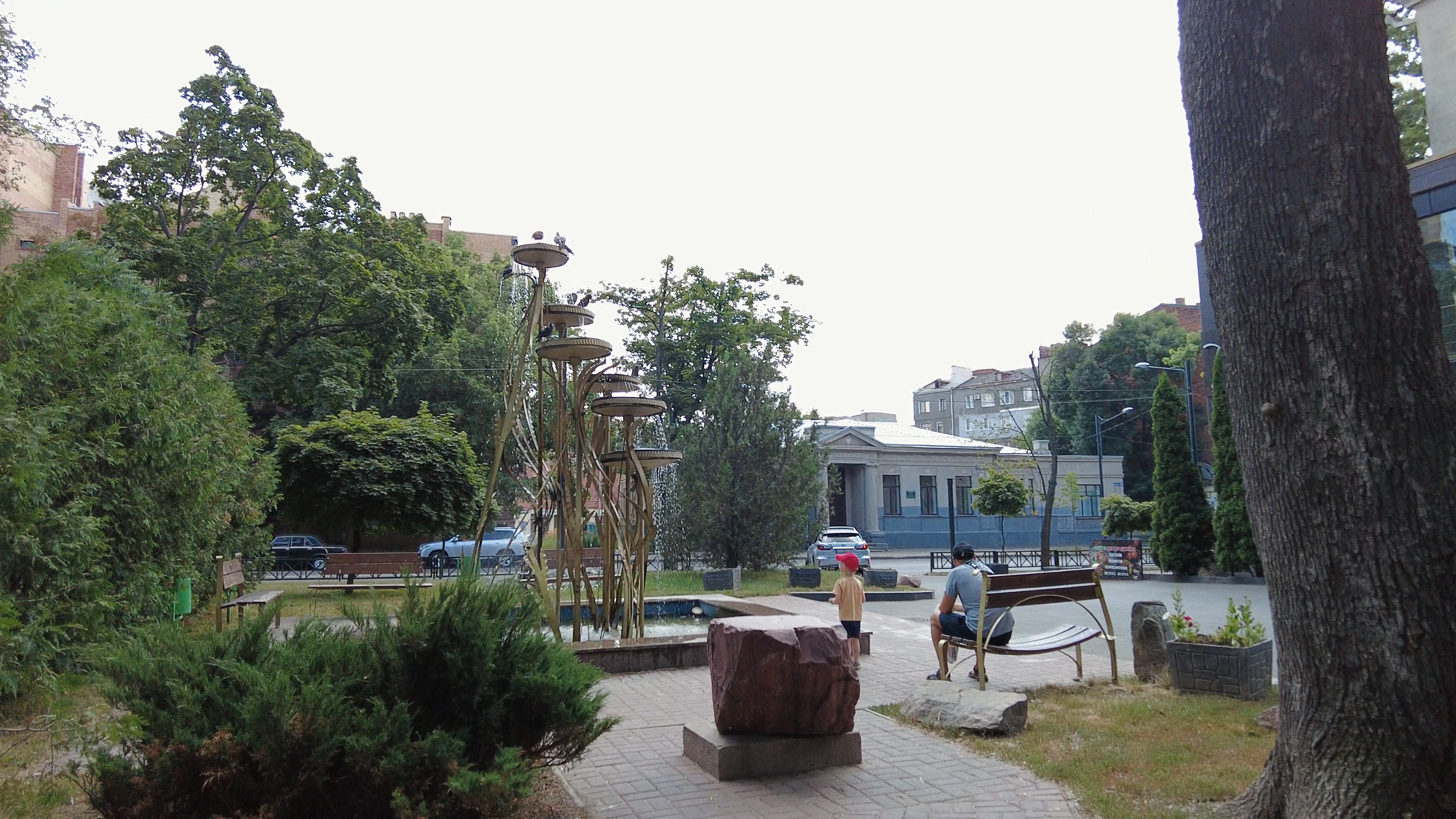
Фонтан у парке
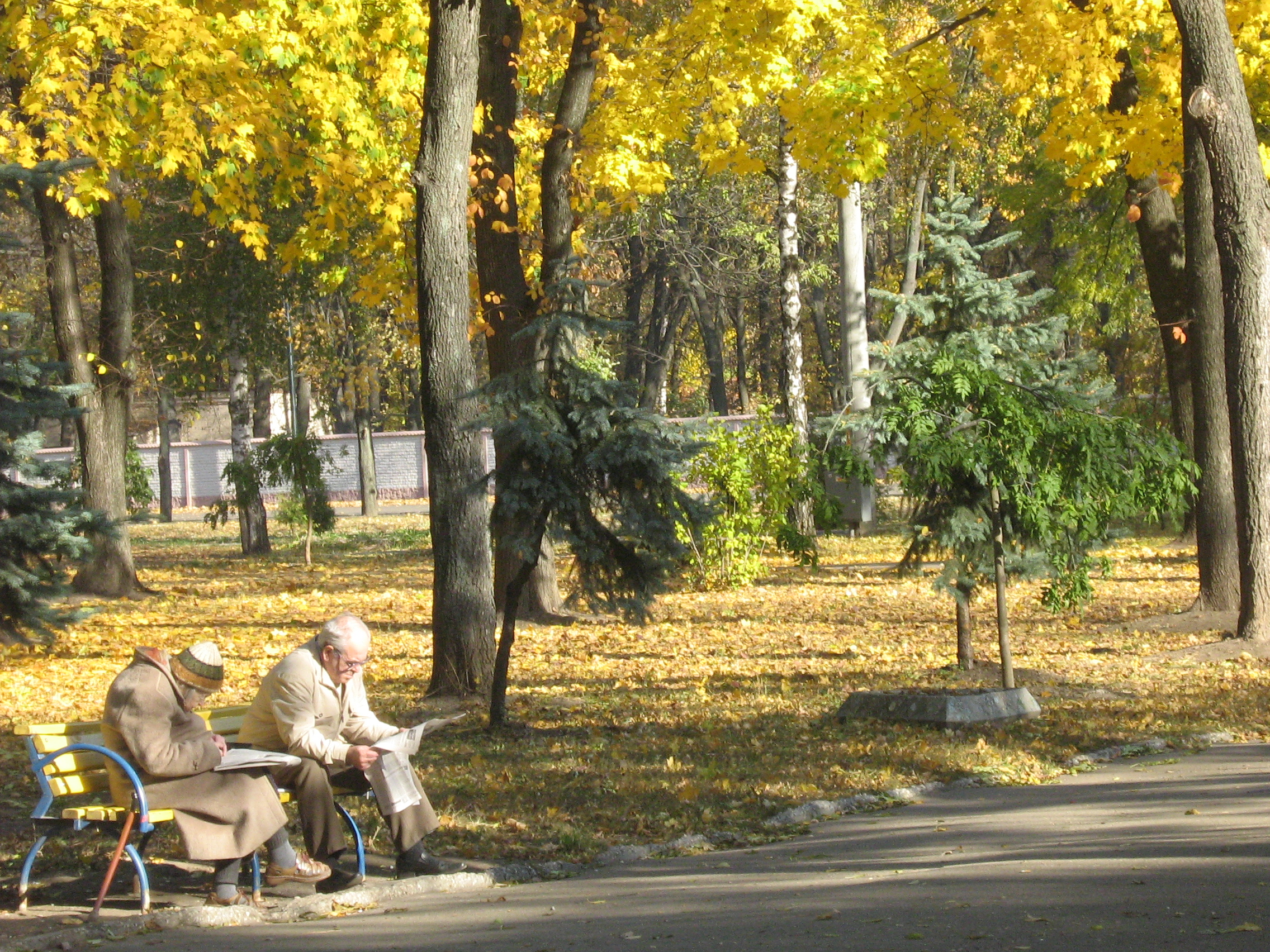
Осенний парк (2009)

## См. раздел также
Парки и скверы Харькова